# ホソバツメクサ
ホソバツメクサ（細葉爪草、学名：Minuartia verna var. japonica ）はナデシコ科タカネツメクサ属の多年草。別名、コバノツメクサ。高山植物。

## 特徴
小型の多年草。茎は株状になり、よく枝を分け、高さは4-13cmになる。花のつかない枝は、長さ5-20mmになり、葉は針形、長さ5-7mmで先端は針状にとがる。花のつく枝は直立し、上部に短毛と腺毛がある。花のつく枝につく葉は2-3対が無柄で対生し、葉身は花のつかない枝のものより小さい。
花期は7-8月。花は直径5mmほどで茎先に2出集散花序をつける。花柄には腺毛が密生する。萼は離生し萼片は5個、裂片は卵形から広披針形で長さ3mm、3脈があり短毛があり先端は鋭形。花弁は5個で白色、倒卵形から楕円形になり、萼片とほぼ同じ長さで全縁。雄蕊は10個。雌蕊は3個。果実は蒴果になり、長楕円形で長さ4mmになり、3裂する。種子は腎円形で、長さ0.6-0.7mmになり、種子の突起は目立たない。

## 分布と生育環境
日本固有種。北海道、本州中部地方以北に分布し、高山帯の岩場や砂礫地などに生育する。